# Piper PA-44

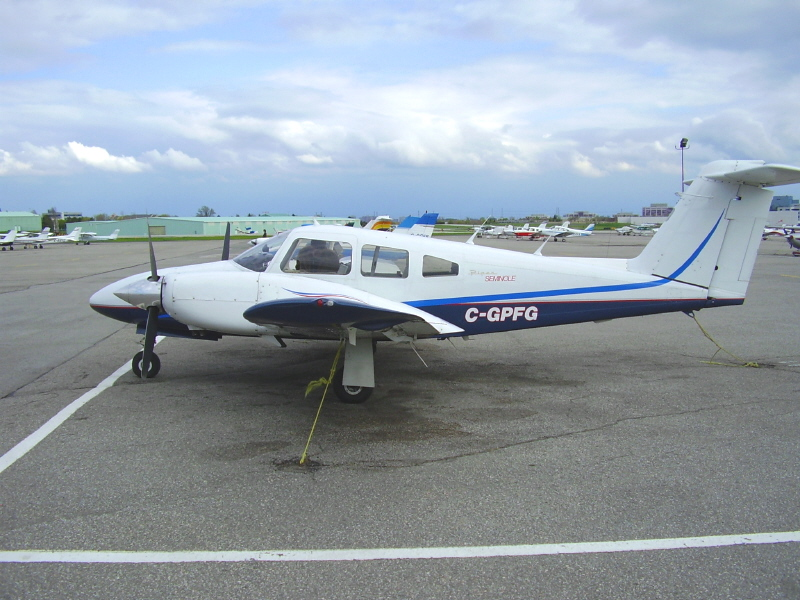
Piper PA-44-180 Seminole

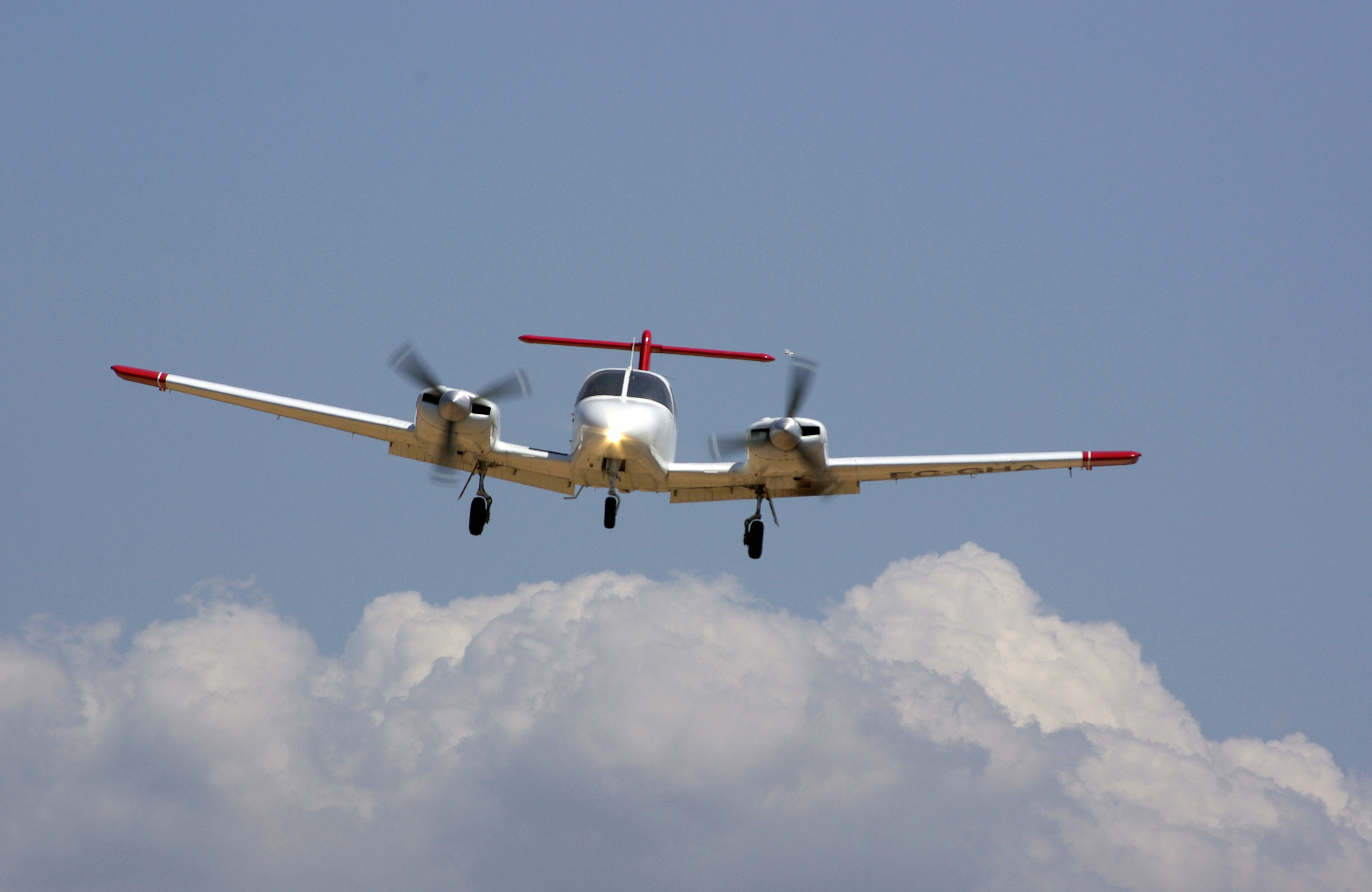
PA-44 im Endanflug

Die Piper PA-44 Seminole ist ein zweimotoriges, viersitziges Leichtflugzeug des US-amerikanischen Flugzeugherstellers Piper Aircraft Corporation, welches als Schulungs- und Reiseflugzeug entwickelt wurde. Die PA-44 ist eine Weiterentwicklung der Piper PA-28.

## Entwicklung
Die Piper Seminole erster Produktion war mit zwei 134 kW Lycoming O-360-E1A6D Motoren ausgerüstet. Die Propeller drehten dabei in entgegengesetzte Richtungen, wodurch sich das Drehmoment beider Motoren ausgleicht.
Die Seminole wurde am 10. März 1978 zertifiziert und Ende 1978 eingeführt. Das Bruttogewicht beträgt 1723 kg (3800 lbs).
Später produzierte Seminoles wurden mit Lycoming-O-360-A1H6-Motoren ausgestattet.
Die PA-44-180T Turbo Seminole wurde am 29. November 1979 zertifiziert und zwischen 1981 und 1982 gebaut. Sie verfügt über zwei Turbolader Lycoming TO-360-E1A6D, die für eine deutliche Performanceverbesserung in größeren Flughöhen sorgten. Das Bruttogewicht erhöhte sich auf 1780 kg (3925 lbs) während das Landegewicht mit 1723 kg (3800 lbs) gleich blieb.
Die PA-44 verfügt über ein hohes T-Leitwerk ähnlich dem der Arrow IV und ähnelt der Beechcraft Duchess.
Die Seminole wurde in den Jahren 1979–82, 1989–90, und wieder seit 1995 gebaut.

## Varianten
PA-44-180 Seminole
Normale mit zwei Lycoming O-360-E1A6D oder O-360-A1H6 Motoren ausgestattete Version.
PA-44-180T Turbo Seminole
Turbolader Version, mit zwei Lycoming TO-360-E1A6D ausgestattet.

## Militärische Nutzer
Jordanien

## Technische Daten
| Kenngröße             | Daten                                                                                    |
| --------------------- | ---------------------------------------------------------------------------------------- |
| Besatzung             | 1 Pilot                                                                                  |
| Passagiere            | 3                                                                                        |
| Länge                 | 8,41 m                                                                                   |
| Spannweite            | 11,77 m                                                                                  |
| Höhe                  | 2,59 m                                                                                   |
| Flügelfläche          | 17,1 m²                                                                                  |
| Flügelstreckung       | 8,1                                                                                      |
| Leermasse             | 1070 kg                                                                                  |
| max. Startmasse       | 1723 kg                                                                                  |
| Höchstgeschwindigkeit | 374 km/h                                                                                 |
| Reisegeschwindigkeit  | 287 km/h                                                                                 |
| Steigleistung         | 6,1 m/s                                                                                  |
| Gipfelhöhe            | 5213 m                                                                                   |
| Gipfelhöhe einmotorig | 1158 m                                                                                   |
| Reichweite            | 1630 km                                                                                  |
| Antrieb               | 2 × O-360-A1H6, luftgekühlt, Direktantrieb, 4-Zylinder-Boxermotor mit je 134 kW (182 PS) |

## Verwandte Artikel
ähnliche Entwicklung
- Piper PA-28 Cherokee

Vergleichbare Flugzeuge
- Beechcraft Duchess
- Gulfstream American GA-7 Cougar